# Tillandsia suescana
Espèce
Classification phylogénétique
Tillandsia suescana est une espèce de plantes à fleurs de la famille des Bromeliaceae, originaire de Colombie et du Venezuela. L'épithète suescana se rapporte à la ville de Suesca en Colombie, près de laquelle a été trouvée la plante.

## Protologue et type nomenclatural
- Tillandsia suescana L.B.Sm., in Contr. U.S. Natl. Herb. 29: 441, fig. 45a-b (1951)

Diagnose originale
« T. archeri L. B. Smith atque T. turneri Baker affinis, a priore partibus majoribus, spicis suberectis, densis, a posteriore bracteis primariis brevibus, sepalis majoribus, acutioribus, a ambobus inflorescentia pauciramosa, bracteis florigeris laevibus distinguenda. »
Type
- leg. M.B. Foster & R. Foster, n° 1801, 1946-10-09 ; « on rock and trees, Suesca, Department of Cundinamarca, Colombia, altitude 2,580 meters »[1] ; Holotypus (1/2) GH (Gray Herbarium) (GH 29459)
- leg. M.B. Foster & R. Foster, n° 1801, 1946-10-09 ; « on rock and trees, Suesca, Department of Cundinamarca, Colombia, altitude 2,580 meters » ; Holotypus (2/2) GH (Gray Herbarium) (GH 29460)

## Distribution et habitat

### Distribution
L'espèce se rencontre au nord et au centre de la Colombie, notamment dans le département de Tolima et au sud-ouest du Venezuela.

### Habitat
L'espèce se rencontre dans les forêts de nuage entre 2 400 et 2 700 mètres d'altitude.

## Description
Tillandsia suescana est une plante herbacée en rosette, monocarpique, vivace par ses rejets latéraux, rupicole, saxicole ou épiphyte,.